# Afroxanthodynerus baidoensis
Afroxanthodynerus baidoensis är en stekelart som beskrevs av Giordani Soika 1989. Afroxanthodynerus baidoensis ingår i släktet Afroxanthodynerus och familjen Eumenidae. Inga underarter finns listade i Catalogue of Life.